# Аргіппаї
Аргіппаї - це народ згаданий у праці Геродота «Історія». Як зазначає автор, місцеположення знаходиться десь ближче до півночі від скіфів. Як припускають сучасні історики, ймовірно йдеться про Уральські гори. Хоча існує версія, що Геродот мав на увазі монголів, виходячи із фізичного та культурного окреслення. Головним джерелом відомостей про народ є перекази греків і скіфів, про що автор неодноразово зазначав, тому наслідком «пишу все, що кажуть» стало подекуди виявлятися у дивакуватості розповідей і почасти неправдивість. Говорячи про поселення, то говориться наступне: жили на плоскій землі з глибокими ґрунтами; дислокувались на окрайках Алтайських гір, де по ту сторону лежить Тянь-Шань, які відтинаються величезними горами.

## Цитати
От що говорить Геродот про народ:
Отже, до країни цих скіфів, яку я описав, уся земля рівна з жирним грунтом, але далі вона кам'яниста і нерівна. Коли перейти на значну відстань від цієї кам'янистої землі, прийдеш до узгір'їв високих гір, де живуть люди, які, кажуть, усі від народження — і чоловіки і жінки — лисі, в них плоскі носи і великі підборіддя, вони розмовляють своєю мовою, але одягаються так, як скіфи, і годуються плодами якихось дерев. Дерево, плодами якого вони харчуються, називається понтійським і воно велике, розміром приблизно з смоківницю. На ньому ростуть плоди завбільшки з боби, а в них є кісточки. Коли ці плоди дозрівають, їх висипають на тканину і вичавлюють, а з них витікає густа і чорна рідина і її називають асхі. Вони її злизують або змішують її з молоком і п'ють, а з гущавини роблять пироги і їх їдять, оскільки в них мало худоби, бо в тих краях пасовища дуже вбогі. Кожен із них живе під деревом і взимку обгортає дерево білою непромокальною повстю, а влітку залишає дерево без повсті. їх не пригноблює ніхто з людей, бо їх уважаю ть за священних. Нема в них ніякої зброї. І по-перше, вони заспокоюють своїх сусідів, коли ті сваряться між собою, а по-друге, якщо хтось приходить до них, шукаючи притулку, то його ніхто не може скривдити. Цей народ називається аргіппаї.